# Aldo Maccione
Aldo Maccione (* 27. November 1935 in Turin) ist ein italienischer Schauspieler, der seit 1964 in vielen italienischen und französischen Filmen auftrat.

## Wirken
Maccione gewann einen Radiowettbewerb und wurde, auch aufgrund seiner imitatorischen Fähigkeiten, von einer Theater- und Komikergruppe in Turin angeworben. Von 1958 bis 1966 gehörte er somit zu I Brutos. Nach deren Auflösung gründete er die ähnlich ausgerichtete Gruppe I Tontos, mit der er sechs Jahre in Barcelona arbeitete. Durch Claude Lelouch, der ihn in Die Entführer lassen grüßen besetzte, gelang Maccione der Durchbruch beim Film, wo er in der Folgezeit in zahlreichen Komödien Hauptrollen bestritt. In den späten 1980er Jahren nahm er immer weniger komische und immer häufiger dramatische Rollen an, bis er im Februar 2010 aus gesundheitlichen Gründen seine Karriere beendete.

## Filmografie (Auswahl)
- 1960: Urlatori alla sbarra
- 1961: Ferien in der Silberbay (Vacanze alla baia d'argento)
- 1964: Super rapina a Milano
- 1964: I magnifici Brutos del West (mit I Brutos)
- 1970: Voyou oder Ein Strolch in Paris (Le Voyou)
- 1970: Die Harte mit dem weichen Keks (La Grande maffia …)
- 1972: Die Entführer lassen grüßen (L’Aventure, c’est l’aventure)
- 1973: Wo bitte ist die 7. Kompanie geblieben? (Mais où et donc passé la 7ème compagnie?)
- 1973: Zu Befehl, Herr Feldwebel (Un ufficiale non si arrende mai, nemmeno di fronte all'evidenza. Firmato Colonnello Buttiglione)
- 1974: Herr Oberst haben eine Macke (Il colonnello Buttiglione diventa generale)
- 1974: Fischia il sesso
- 1974: Il piatto piange
- 1974: Professore venga accompagnato dai suoi genitori
- 1975: Due cuori, una cappella
- 1975: Die Puppe des Gangsters (La pupa del gangster)
- 1975: Casanova Frankenstein (Frankenstein all’italiana)
- 1976: Scaramouche, der Teufelskerl (Le avventure e gli amori di 'Scaramouche)
- 1976: Müssen Männer schön sein? (40 gradi all’ombra del lenzuolo) (segment "Un posto tranquillo")
- 1976: Der große Angeber (Le grand escogriffe)
- 1976: Quartett der Leidenschaften (Bruciati di cocente passione)
- 1976: Lollipops und heiße Höschen (Spogliamoci così senza pudor) (segment "Il detective")
- 1977: Carioca tigre
- 1977: La vergine, il toro e il capricorno
- 1977: Maschio latino cercasi (Segment "L'amnistia")
- 1977: Taxi Girl
- 1977: Ein irrer Typ (L’animal)
- 1977: 20 im Auto, 40 im Bett (Es pecado… pero me gusta)
- 1978: Drei schräge Vögel (Les Ringards)
- 1978: Und jetzt das Ganze nochmal von vorn (Je suis timide… mais je me soigne)
- 1979: Trois dans un lit (Segment "Sabato mattina")
- 1979: Eine total verrückte Kompanie (Riavanti … Marsch!)
- 1979: Entschuldigen Sie, sind Sie normal? (Scusi, lei è normale?)
- 1980: Zwei Kamele auf einem Pferd (C’est pas moi, c’est lui)
- 1980: Je suis photogénique
- 1980: Le Coq du village
- 1981: Pourquoi pas nous?
- 1981: Der Spion meiner Träume (Tais-toi quand tu parles!)
- 1981: Eine Superpolizistin in New York (La poliziotta a New York)
- 1982: T'es folle ou quoi?
- 1982: Te marre pas … c'est pour rire!
- 1982: Le Corbillard de Jules
- 1982: Porca vacca
- 1982: Plus beau que moi, tu meurs
- 1983: Der Herzensbrecher (Le bourreau des coeurs)
- 1984: Die große Pfeife (Aldo et Junior)
- 1985: Der Cowboy - Ein großer Polizist (Le Cowboy)
- 1985: Pizza, Miezen und Moneten (Pizzaiolo et Mozzarel)
- 1987: Si tu vas à Rio … tu meurs
- 1990: L’Aventure extraordinaire d’un papa peu ordinaire
- 1994: Perdiamoci di vista
- 1997: La Femme de chambre du Titanic
- 1999: I fetentoni
- 2002: La leggenda di Al, John e Jack
- 2005: Hilfe, bei mir wird renoviert (Travaux, on sait quand ça commence …)